# Поход на шайеннов (1857)
Поход на шайеннов (Cheyenne expedition) - экспедиция американского генерала Самнера против индейского племени шайеннов, которая произошла весной 1857 года на территории штата Канзас. Это было первое боевое столкновение шайеннов с армией США.

## Предыстория
В 1846 году Томас Фицпатрик был назначен агентом для переговоров с индейцами в региона Арканзаса и реки Платт. Ему удалось договориться с северными шайеннами и племенем арапахо и организовать переговоры в форте Ларами в 1851 году. В ходе переговором было заключено соглашение между правительством США (в лице Фицпатрика и Дэвида Митчелла) и индейцами Великих равнин.
Чтобы прекратить межплеменные войны, правительство США официально оговорило территории, принадлежащие каждому племени и потребовало от них сохранения внутреннего мира. Так же правительство добилось разрешения на строительство дорог на территориях индейцев - таких, как Тропа Санте Фе или эмигрантская Тропа. Соглашение в Ларами утвердило за шайеннами и арапахо территорию на Великих равнинах между рекой Норт-Платт и Арканзас - в настоящее время это территория штата Колорадо и северная часть Канзаса.
В апреле 1856 года на реке Платт произошёл инцидент, в результате которого оказался ранен один из шайеннов. В то же лето индейцы начали нападать на путешественников на Эмигрантской Тропе около форта Керни. В ответ кавалерия США атаковала лагерь шайеннов у Гранд-Айленда в Небраске. Было убито 10 шайеннов и ранено около восьми. Правительственный агент в форте Ларами пытался урегулировать конфликт, однако правительство поручило генералу Эдвину Самнеру совершить поход на индейцев силами 1-го пенсильванского кавалерийского полка.